# Zgoda (stacja kolejowa)
Zgoda – rozebrana wąskotorowa stacja kolejowa w Świętochłowicach, w województwie śląskim, w Polsce. Została wybudowana w 1870 roku razem z linią kolejową ze stacji Ruda Wschodnia Wąskotorowa.